# Nongpoh
Nongpoh es una localidad de la India, centro administrativo del distrito de Ri Bhoi,en el estado de Meghalaya.

## Geografía
Se encuentra a una altitud de 545 m s. n. m. a 53 km de la capital estatal, Shillong, en la zona horaria UTC +5:30.

## Demografía
Según estimación 2010 contaba con una población de 16 090 habitantes.